# Eisensteinkriterium
Das Eisensteinkriterium oder auch Irreduzibilitätskriterium von Eisenstein dient in der Algebra zum Nachweis der Irreduzibilität eines gegebenen Polynoms. Es lassen sich damit leichter Aussagen über die Teilbarkeit von Polynomen treffen.
Das Kriterium ist nach dem Mathematiker Gotthold Eisenstein benannt, der dazu 1850 einen öffentlichkeitswirksamen Aufsatz in Crelles Journal (Band 39) verfasste. Schon vier Jahre zuvor war es ebenda zum ersten Mal von Theodor Schönemann veröffentlicht worden (Band 32). Es wurde und wird teilweise auch nach Schönemann benannt.

## Aussage
Sei {\displaystyle P(x)} ein Polynom mit ganzzahligen Koeffizienten, also {\displaystyle P(x)=a_{n}x^{n}+\cdots +a_{1}x+a_{0}\in \mathbb {Z} [x].}
Wenn eine Primzahl {\displaystyle p} existiert, die alle Koeffizienten {\displaystyle a_{0}} bis {\displaystyle a_{n-1}} teilt, den Koeffizienten {\displaystyle a_{0}} jedoch nicht quadratisch und {\displaystyle a_{n}} gar nicht teilt; wenn also
- {\displaystyle p\mid a_{i}} für alle {\displaystyle i<n} und
- {\displaystyle p^{2}\nmid a_{0}} und
- {\displaystyle p\nmid a_{n}}

gilt, dann ist {\displaystyle P(x)} in {\displaystyle \mathbb {Q} [x]} irreduzibel. Ist {\displaystyle P(x)} zusätzlich noch primitiv, so ist es auch irreduzibel in {\displaystyle \mathbb {Z} [x]}.

### Verallgemeinerung
Sind die Koeffizienten aus einem faktoriellen Ring {\displaystyle F} und existiert ein entsprechendes Primelement {\displaystyle p\in F}, so ist das Polynom irreduzibel im Polynomring des Quotientenkörpers von {\displaystyle F.}

## Bemerkungen
- Ein Polynom, für das ein solches {\displaystyle p} existiert, wird auch Eisenstein-Polynom bezüglich {\displaystyle p} genannt.
- Das Kriterium ist nur hinreichend; auch wenn es nicht erfüllt ist, kann das Polynom irreduzibel sein. Die Zerlegbarkeit eines Polynoms kann damit nicht nachgewiesen werden.
- Für eine Zerlegung in {\displaystyle \mathbb {Z} [x]} kann man das Kriterium wie folgt benutzen. Es gilt natürlich: {\displaystyle P(x)} hat Inhalt 1 und ist irreduzibel in {\displaystyle \mathbb {Q} [x]\Rightarrow P(x)} irreduzibel in {\displaystyle \mathbb {Z} [x].} Fasst man {\displaystyle P(x)=0} also als diophantische Gleichung für x auf, so lässt sich folgern: Ist das Kriterium für {\displaystyle P(x)} erfüllt, so gibt es auch keine ganzzahlige Lösung der Gleichung.
- Allerdings folgt aus dem Gaußschen Lemma auch die Umkehrung: {\displaystyle P(x)} irreduzibel in {\displaystyle \mathbb {Z} [x]\Rightarrow P(x)} irreduzibel in {\displaystyle \mathbb {Q} [x].}[3]

## Beispiele
- {\displaystyle x^{3}+6x^{2}+4x+2} ist nach obigem Kriterium irreduzibel über {\displaystyle \mathbb {Q} } (wähle {\displaystyle p=2}). Dies bedeutet, dass die reelle Nullstelle des Polynoms irrational sein muss.
- {\displaystyle x^{n}-d} ist irreduzibel in {\displaystyle \mathbb {Q} [x],} wenn {\displaystyle d} eine Primzahl ist oder einen einfachen Primteiler hat. Insbesondere kann dann {\displaystyle {\sqrt[{n}]{d}}} für kein {\displaystyle n\geq 2} rational sein.
- {\displaystyle x^{2}+4} erfüllt das Kriterium nicht und ist irreduzibel. {\displaystyle x^{2}-4} erfüllt das Kriterium genauso wenig, ist aber zerlegbar in {\displaystyle (x+2)(x-2).}
- {\displaystyle 3x^{2}+6} erfüllt das Kriterium mit {\displaystyle p=2}, ist also irreduzibel in {\displaystyle \mathbb {Q} [x].} Wegen {\displaystyle 3x^{2}+6=3(x^{2}+2)} ist das Polynom aber reduzibel in {\displaystyle \mathbb {Z} [x]}, denn es zerfällt dort in ein Produkt zweier Nichteinheiten.
- Das Polynom {\displaystyle x^{2}+y^{2}+1\in \mathbb {Q} [x,y]} kann als Element im Ring {\displaystyle \mathbb {Q} [y][x]} der Polynome in {\displaystyle x} mit Koeffizienten im faktoriellen Ring {\displaystyle F=\mathbb {Q} [y]} aufgefasst werden. Es ist {\displaystyle p=y^{2}+1} irreduzibel in {\displaystyle F}, also auch ein Primelement. Nach dem verallgemeinerten Eisensteinkriterium ist also {\displaystyle x^{2}+y^{2}+1} irreduzibel in {\displaystyle \mathbb {Q} [x,y]}.
- Für jede Primzahl {\displaystyle \alpha } ist das Kreisteilungspolynom {\displaystyle \phi _{\alpha }:=x^{\alpha -1}+x^{\alpha -2}+...+x+1} in {\displaystyle \mathbb {Z} [x]} nach dem Eisensteinkriterium irreduzibel in {\displaystyle \mathbb {Q} [x]}. Da das Kriterium nicht direkt anwendbar ist, wird eine Variablensubstitution vorgenommen. Der durch

{\displaystyle \omega |_{\mathbb {Q} }=Id_{\mathbb {Q} }} und {\displaystyle \omega (x)=x+1}
festgelegte Automorphismus {\displaystyle \omega } auf {\displaystyle \mathbb {Q} [x]} hat die inverse Variablensubstitution {\displaystyle \omega ^{-1}}, welche durch
{\displaystyle \omega ^{-1}|_{\mathbb {Q} }=Id_{\mathbb {Q} }} und {\displaystyle \omega ^{-1}(x)=x-1}
definiert ist. Des Weiteren gilt
{\displaystyle \phi _{\alpha }\cdot (x-1)=(x^{\alpha -1}+x^{\alpha -2}+...+x+1)(x-1)=x^{\alpha }-1.}
Daraus folgt, dass
{\displaystyle \phi _{\alpha }={\frac {x^{\alpha }-1}{x-1}}}
gilt. Dabei ist die rechte Seite der Gleichung als Element aus dem Quotientenkörper von {\displaystyle \mathbb {Z} [x]} anzusehen. Da die Division ohne Rest aufgeht, ist die rechte Seite der Gleichung aber insbesondere auch ein Element aus {\displaystyle \mathbb {Z} [x]}. Mit dem  binomischen Lehrsatz folgt:
{\displaystyle \omega (\phi _{\alpha })={\frac {(x+1)^{\alpha }-1}{(x+1)-1}}={\frac {(x+1)^{\alpha }-1}{x}}={\frac {(\sum _{i=0}^{\alpha }{\alpha  \choose i}1^{\alpha -i}x^{i})-1}{x}}={\frac {(\sum _{i=1}^{\alpha }{\alpha  \choose i}x^{i})+1-1}{x}}={\frac {\sum _{i=1}^{\alpha }{\alpha  \choose i}x^{i}}{x}}=\sum _{i=1}^{\alpha }{\alpha  \choose i}x^{i-1}}
Nach dem Eisensteinkriterium ist {\displaystyle \omega (\phi _{\alpha })} irreduzibel, denn es gilt
{\displaystyle \alpha \nmid {\alpha  \choose \alpha },\qquad \alpha ^{2}\nmid {\alpha  \choose 1},\qquad \alpha \mid {\alpha  \choose i}={\frac {\alpha !}{i!(\alpha -i)!}}\;\;} für {\displaystyle i=1,...,\alpha -1.}
{\displaystyle \omega ^{-1}} ist als Inverses des Automorphismus {\displaystyle \omega } ebenfalls ein Automorphismus. Da Automorphismen irreduzible Polynome auf irreduzible Polynome abbilden, ist {\displaystyle \omega ^{-1}(\omega (\phi _{\alpha }))=\phi _{\alpha }} irreduzibel in {\displaystyle \mathbb {Q} [x].}

## Beweis
Der Beweis läuft per Widerspruch: Angenommen, {\displaystyle P} wäre ein Eisensteinpolynom bezüglich {\displaystyle p} und es gäbe zwei nicht-konstante Polynome {\displaystyle Q} und {\displaystyle R} in {\displaystyle \mathbb {Z} [x]} mit {\displaystyle Q\cdot R=P.} Da nach Voraussetzung alle {\displaystyle a_{i}} bis auf den Leitkoeffizienten {\displaystyle a_{n}} durch {\displaystyle p} teilbar sind, gilt folgendes Modulo-Argument: {\displaystyle P\equiv Q\cdot R\equiv a_{n}x^{n}{\pmod {p}}.} Damit müssen auch {\displaystyle Q} und {\displaystyle R} Monome modulo {\displaystyle p} sein, d. h. auch deren sonstige Koeffizienten sind alle durch {\displaystyle p} teilbar. Insbesondere die konstanten Terme von {\displaystyle Q} und {\displaystyle R} sind jeweils durch {\displaystyle p} teilbar. Wegen {\displaystyle Q\cdot R=P} folgt mit dem Cauchy-Produkt, dass der konstante Term {\displaystyle a_{0}} von {\displaystyle P} durch {\displaystyle p^{2}} teilbar ist – Widerspruch dazu, dass das Kriterium für {\displaystyle P} erfüllt ist. Damit muss {\displaystyle P} irreduzibel in {\displaystyle \mathbb {Z} [x]} sein. Mit dem Lemma von Gauß folgt, dass {\displaystyle P} auch irreduzibel im Quotientenkörper, sprich in {\displaystyle \mathbb {Q} [x]}, ist. Und das ist, was zu zeigen war.
Betrachtet man allgemein Polynome über einem faktoriellen Ring {\displaystyle F}, so muss das Modulo-Argument durch einen geeigneten Homomorphismus ersetzt werden, der {\displaystyle P} auf seine entsprechende Restklasse in {\displaystyle F/pF} abbildet. Da {\displaystyle F} faktoriell ist und {\displaystyle p} ein Primelement, lässt sich der Homomorphismus leicht finden. Die Linearität erlaubt dann analog die Folgerung, dass {\displaystyle P} und {\displaystyle Q} jeweils selbst auf ein Monom abgebildet werden.